# Шаньгина (Тюменская область)
Шаньгина — деревня в Омутинском районе Тюменской области. Входит в состав Журавлевского сельского поселения.

## География
Деревня находится на берегу реки Солоновка.

### Часовой пояс
Деревня Шаньгина, как и вся Тюменская область, находится в часовой зоне МСК+2. Смещение применяемого времени относительно UTC составляет +5:00.

## История
Деревня основана в середине XIX века. В населённом пункте имелась Церковь Троицы Живоначальной, построенная, предположительно, в 1892 году. Впервые упоминается в 1913 году.

## Население
| 2010 | 2012 |
| ---- | ---- |
| 88   | ↗113 |

## Улицы
В деревне имеется одна улица — Молодёжная.

## Экономика
В 2016 году в деревне действовала животноводческая ферма на 400 голов скота, одна из двух наиболее крупных в сельском поселении.